# Шаховий годинник

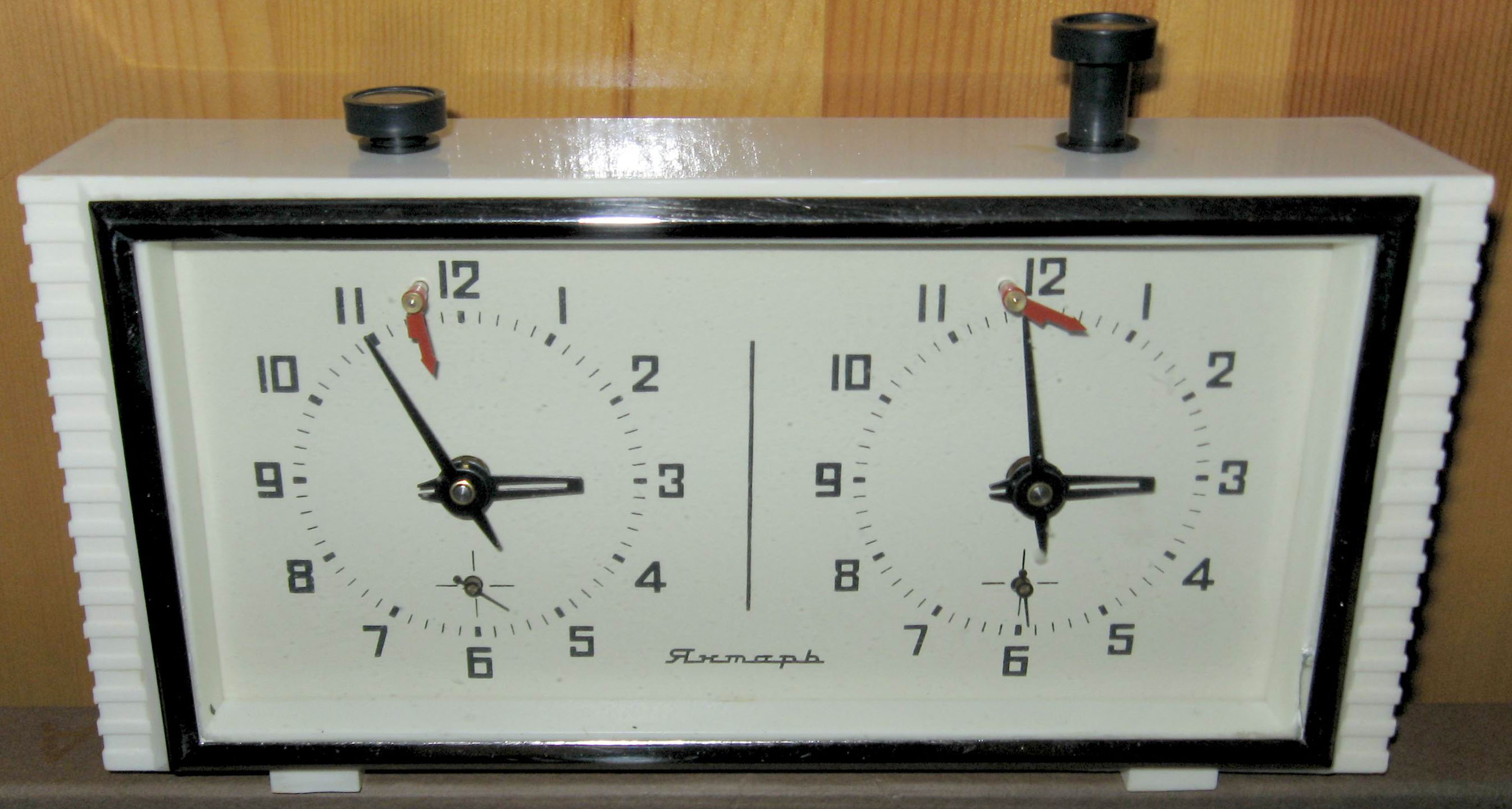
Механічний шаховий годинник «Янтар»

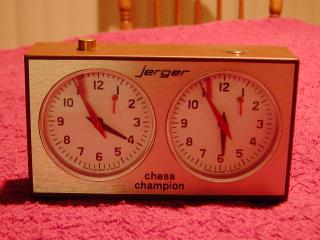
Механічний шаховий годинник

Шаховий годинник — прилад для здійснення контролю часу в настільних іграх, таких як шахи, шашки, нарди, ґо, рендзю, сянці, сьоґі та інші. Аналогічні прилади можуть називатися інакше: контрольний годинник, шашковий годинник (в шашках), ігровий годинник.